# Lukas Ruetz
Lukas Ruetz (* 1993) ist ein österreichischer Skibergsteiger, Blogger, Autor, Vortragsredner und Lawinenexperte.

## Leben
Ruetz wurde als Sohn des Bergsteigers und Koch Engelbert Ruetz in einer Bergbauern- und Gastwirtschaftsfamilie geboren und lebt in St. Sigmund im Sellraintal nahe Kühtai in Tirol.

## Veröffentlichungen
Lukas Ruetz begann bereits im Alter von 18 Jahren mit einem Blog über seine Bergtouren. Einer größeren Leserschaft wurde Ruetz durch seine Beiträge zum Thema Schnee und Lawinen bekannt. Diese erscheinen im Winter unter anderem regelmäßig online auf dem deutschsprachigen Skitouren- und Freerideportal Powderguide.
Sein Blog behandelt ebenfalls verschiedene Themen über die Sellrainer Berge. Dabei geht es hauptsächlich um die lokale Geomorphologie, Gletscher und Gletscherschwund, Blockgletscher, historische Begebenheiten, Wetter und Klima.

## Sportliche Erfolge
Ruetz nimmt nicht an Wettkämpfen teil. Seine sportlichen Erfolge liegen in erster Linie in Speed-Begehungen hochalpiner Rundwanderwege, Eintages-Begehungen von ursprünglich mehrtägigen Skidurchquerungen und im Steilwandskifahren.
Dazu zählt die Speed-Begehung des Stubaier Höhenwegs in 21h 39' im Stubaital mit Richard Obendorfer und des Berliner Höhenwegs im Zillertal im Alleingang in 28h 35'. Weiters die Winterbesteigung des 6961 m hohen Aconcagua, dem höchsten Berg Amerikas sowie die Skierstbefahrung der Nordwand der 5220 m hohen Tres Gemelos in Argentinien. Ruetz führt ebenfalls Skierstbefahrungen von Steilrinnen und Felswänden in den Stubaier Alpen durch, hält sich dazu aber öffentlich recht bedeckt.
2015 bewältigte Ruetz beim Bergsteigen insgesamt über 300.000 Höhenmeter im Aufstieg.

### Eintägige Skidurchquerungen
Er hat die, im Großraum Innsbruck historisch verankerte und später zunehmend in Vergessenheit geratene Skidurchquerung Orient-Express mit 59 Kilometern und 5900 Höhenmetern im Aufstieg einer breiten Öffentlichkeit vorgestellt und in einem Tag begangen.
Lukas Ruetz wurde durch die Erzählungen seines Vaters auf den Fotscher-Ski-Express und in weiterer Folge auf den Orient-Express aufmerksam. Durch seine Recherchen und darauf aufbauenden, mehrfachen Begehungen dieser Skidurchquerungen gilt Ruetz als Leitfigur für diese Form des Skibergsteigens im deutschsprachigen Raum. Aufgrund seiner Tätigkeit samt Veröffentlichung auf seinem Blog wurden diese  Skidurchquerungen zu einer, in der Skitourenszene, sehr bekannten Unternehmung und werden jährlich von zahlreichen Skibergsteigern durchgeführt. Auch große Tourenportale wie bergsteigen.com oder alpenvereinaktiv haben den Großen Fotscher Express auf Basis von Ruetz' Informationen in ihr Repertoire übernommen.
Die Große Reibn in den Berchtesgadener Alpen ist einer der wenigen, ähnlich populären Unternehmungen auf Tourenski im deutschsprachigen Raum.
Er erfindet, plant und begeht weitere Eintages-Skitouren wie beispielsweise den Lüsener Express oder die Sellrain-Sinfonie. Beide verbinden einige der schönsten Skiberge der nördlichen Stubaier Alpen an einem Tag bei deutlich über 5000 Höhenmetern im Aufstieg. Daneben bewältigte Ruetz die Strecke auf das Zuckerhütl, den höchsten Berg der Stubaier Alpen im Grenzgebiet zu Südtirol, von St. Sigmund im Sellrain an einem Tag mit Tourenski und veröffentlichte die Tour unter dem Namen Zucker-Express.
Angestoßen durch Ruetz' Skidurchquerungen und seine Publikationen werden seit dem Winter 2020/2021 neue, eintägige Skidurchquerungen von ambitionierten Skitourengehern aus der Taufe gehoben. Dazu zählt beispielsweise der Wipptal Express in der Brennerregion.
Neben den Skidurchquerungen im Sellrain plant und begeht Ruetz auch weite, eintägige Touren in anderen Regionen: Der Weißkamm-Sommerski-Express geht auf seine Idee zurück: Eine Skidurchquerung über den Weißkamm in den Ötztaler Alpen die einige der höchsten Berge und größten Gletscher Österreichs verbindet und in den meisten Jahren bis in den Juli hinein ohne nennenswerte Skitragestrecken durchführbar ist.